# Иллюзия наклонной башни
Иллюзия наклонной башни — оптическая иллюзия, которая возникает при рассмотрении двух идентичных картинок, находящихся рядом, когда кажется, что объекты на этих картинках изображены под разными углами. Например, на иллюстрации справа даны две идентичные фотографии Пизанской башни. Несмотря на то что слева и справа фотографии совершенно одинаковые, создаётся впечатление, что башня справа наклонена больше, как если бы её сфотографировали с другого ракурса. Иллюзия была обнаружена в 2007 году Фридрихом Кингдомом, Али Юнесси и Еленой Георгиу из университета Макгилла. Она получила первое место в конкурсе «Лучшая иллюзия года» в 2007 году.

## Объяснение
Иллюзия, по словам авторов, объясняется просто: наша зрительная система принимает во внимание перспективу. Когда мы смотрим снизу на две башни, стоящие параллельно, то соответствующие линии их очертания на изображении на сетчатке будут сходиться в одну точку из-за перспективы. Зрительная система корректирует искажение, вносимое перспективой, и мы воспринимаем расположение башен правильно, как параллельное. См., например, изображение башен-близнецов Петронас:
Однако в случае двух одинаковых изображений башни, несмотря на то что соответствующие линии параллельны, зрительная система трактует два изображения рядом как часть одной сцены и вносит поправку на проекцию. В результате после поправки башни перестают казаться параллельными.
|  |  |

Психолог Лидия Маниатис из Американского университета предложила другое объяснение иллюзии: она считала, что иллюзия не вызвана восприятием перспективы, а является вариантом иллюзии Ястрова. Однако дальнейшее изучение параметров, которые влияют на иллюзию, показало, что она всё-таки связана с восприятием перспективы: иллюзия возрастает при увеличении искажения перспективой. Для иллюзии наклонной башни важно, чтобы фотография башни была снята вблизи башни и снизу. Кроме того, для эффекта важно, что зритель воспринимает две фотографии башни как часть одной сцены: при небольшом увеличении расстояния между фотографиями иллюзия увеличивается, но начиная с какого-то момента пропадает.

## Варианты
Как отметили авторы иллюзии, ее можно наблюдать не только для башен, снятых снизу, но и для других объектов.
Например, кажется, что следующие фотографии узкой улицы сняты под разными углами, а рельсы расположены не параллельно.
На самом деле в обоих этих случаях фотографии в каждой паре идентичны.
|  |  |  |  |  |